# Сенчак (Светий Томаж)
Сенчак (словен. Senčak) — поселення в общині Светий Томаж, Подравський регіон‎, Словенія.